# Амарило
Амарило (на английски: Amarillo, изговаря се Амърилоу) е град в щата Тексас, САЩ. Амарило е с население от 190 695 жители (2010 г.) и площ от 233,9 кв. км. Намира се в часова зона UTC-6 на 1099 м н.в. в северната част на щата в окръзите Потър и Рандъл. Пощенските му кодове са 79101 – 79111, 79114, 79116 – 79121, 79123 – 79124, 79159, 79163, 79166 – 79168, 79171 – 79172, 79174, 79178, 79182, 79185, 79187, 79189, а телефонният – 806.
Амарило, първоначално наречен Онеида, е разположен в региона Ляно Естакадо. В края на XIX век построяването на железопътна линия от Форт Уърт и Денвър допринася за растежа на града като център за отглеждане на едър рогат добитък.

## Личности
Родени в Амарило
- Сид Чарис, американска актриса и танцьорка
- Пол Локхарт, американски астронавт